# Hurt (группа)
Hurt — американская альтернативная метал-группа сформированная в 2000 году в штате Виргиния. Теперь группа базируется в городе Лос-Анджелес, штат Калифорния. В состав группы входят: вокалист Джей Лорен Винс, гитарист Пол Спатола и барабанщик Эван Джонс. Басист Джошуа Энсли, входивший в первоначальный состав, покинул группу в апреле 2008 по личным мотивам, его заменил Рек Мор (бывший басист группы Leo) в мае 2008.
Первыми выпущенными альбомами были Hurt в 2000 и The Consumation в 2003. Альбом The Consumation был перезаписан как The Re-Consumation в 2008.

## История
Джей Лорен Винс
Солист Джей Лорен Винс родился в Балтиморе, штат Мэриленд 25 августа 1981 года. Вскоре он переехал в Вирджинию, он жил в дальнем округе Галифакса. Позже переехал в Калпепер, и поступил в колледж Germanna Community когда ему было 14 лет. Родители Винса запрещали ему слушать рок и заставляли заниматься классической музыкой. Он учился на скрипача и начал заниматься музыкой очень рано. Винс говорит что самое большое влияние оказал на него Антонио Вивальди.
Эван Джонс
Эван Джонс, барабанщик группы, сын известного рок-продюсера Энди Джонса, который сотрудничал с такими известными коллективами как Led Zeppelin, Rolling Stones и Van Halen. Эван рос в Лос-Анджелесе и начал играть на барабанах довольно рано. Эван также племянник музыкального продюсера Глина Джонса (Led Zeppelin, Rolling Stones, The Who и др.) и двоюродный брат Итана Джонса (сын Глина) (Kings of Leon, Райан Адамс и др.)
Пол Спатола
Пол Спатола, гитарист Hurt, родился в Бруклине (Нью-Йорк), но потом переехал в Нью-Джерси. Он играл на пианино с 5 лет. Пол участвовал в школьной группе Social Butterfly вместе с одним из основателей Hurt, басистом Джошем Энсли.
Рек Мор
Рек Мор, басист группы, вырос в Сент-Луисе (штат Миссури). Рек начал играть на бас-гитаре в 16 лет, это был его первый и единственный выбор музыкального инструмента.
До вступления в Hurt, Рек состоял 2 группах: в Semidivine, на протяжении трёх лет и в Leo, в течение четырёх лет. Из этих групп он ушел, потому что не замечал никого, кто был по-настоящему предан музыке и выступал бы с таким же энтузиазмом как он. Во время того как Leo гастролировали с Hurt, Рек решил уйти из группы Leo.
В то же время, Джошуа Энсли объявил о своем решении уйти из Hurt, чтобы начать актёрскую карьеру. После тура, Рек заказал билет в Лос-Анджелес в одну сторону для прослушивания в группу. Рек говорил, что музыка группы Hurt имеет глубокое звучание, а участники — искренние. Это было главным мотивом вступления в группу. В мае 2008 группы заявила, что Рек заменит предыдущего басиста Джошуа Энсли, и подтвердили что он станет постоянным басистом. Первое выступление Река с Hurt состоялось 2 мая 2008 в Джонсон-Сити, штат Теннеси.

## Состав
Текущий
- Джей Лорен Винс — вокал, гитара, скрипка (2000—настоящее)
- Виктор Рибас — ударные, перкуссия, пианино, бэк-вокал (2010—настоящее)

Бывшие
- Майкл Робертс — гитара, бэк-вокал (2009—2012)
- Рек Мор — басы (2008—2013)
- Пол Спатола — главная гитара, бэк-вокал, клавишные, до́бро (2004—2011)
- Эван Джонс — ударные, клавишные (2004—2010)
- Джошуа Энсли — басы, бэк-вокал (2004—2008)
- Стивен Флетчер — басы (2000—2004)
- Уил Квонтанс — ударные (2000—2004)

## Дискография
Студийные альбомы

• 2000: Hurt

• 2003: The Consumation

• 2006: Vol. I

• 2007: Vol. II

• 2009: Goodbye To The Machine

• 2012: The Crux
Другие альбомы

• 2007: The Blackmarket EP

• 2008: The Re-Consumation